# 米尼亞河
米尼亞河（俄语：Миня）是俄羅斯的河流，屬於基廉加河的右支流，由伊爾庫茨克州負責管轄，河道全長176公里，流域面積約4,800平方公里，河水主要來自融雪和雨水。